# Le Soléal
Die Le Soléal ist ein Kreuzfahrtschiff des französischen Kreuzfahrtunternehmens Compagnie du Ponant.

## Geschichte
Das Schiff wurde unter der Baunummer 6229 auf der Werft Fincantieri - Cantieri Navali Italiani im italienischen Ancona gebaut. Das Schiff wurde Anfang Dezember 2012 ausgedockt. Nach Fertigstellung wurde das Schiff am 28. Juni 2013 an die Compagnie du Ponant abgeliefert und am 29. Juni in Venedig getauft und in Dienst gestellt. Taufpatin war Kiki Tauck Mahar, Ehefrau des CEO des US-amerikanischen Reiseveranstalters Tauck. Die Baukosten wurden mit rund 100 Mio. Euro angegeben.

## Technische Daten und Ausstattung
Das Schiff wird von zwei Elektromotoren mit einer Leistung von jeweils 2.300 kW angetrieben. Die Motoren wirken auf zwei Festpropeller. Das Schiff erreicht eine Geschwindigkeit von bis zu 16 kn.
Für die Stromversorgung stehen vier Dieselgeneratoren mit einer Leistung von jeweils 1.600 kW (Scheinleistung: 2.000 kVA) sowie ein Generator mit einer Leistung von 800 kW (Scheinleistung: 1000 kVA) und ein Generator mit einer Leistung von 600 kW (Scheinleistung: 750 kVA) zur Verfügung.
Das Schiff verfügt über 132 Passagierkabinen und bietet bei Doppelbelegung 264 Passagieren Platz. Alle Kabinen sind Außenkabinen. Lediglich acht Kabinen verfügen über keinen eigenen Balkon.
Der Rumpf des Schiffes ist eisverstärkt (Eisklasse 1C), das Schiff kann daher auch in den Polargebieten eingesetzt werden. Um Passagiere während Expeditionskreuzfahrten auch in Gegenden ohne Hafeninfrastruktur an Land bringen zu können, ist das Schiff mit Zodiac-Schlauchbooten ausgerüstet.